# Holly Williams
Holly Williams (nacida el 12 de marzo de 1981) es una cantautora estadounidense. Es nieta del gran Hank Williams, sobrina de Jett Williams, hija de Hank Williams Jr. y media hermana de Hank Williams III. Ha lanzado tres álbumes de estudio: The Ones We Never Knew en 2004, Here with Me en 2009 y The Highway en 2013. The Highway fue lanzado en su propio sello, Georgiana Records, y alcanzó el puesto 146 en el Billboard 200.

## Comienzos
La madre de Williams, Becky, originaria de Mer Rouge, Louisiana, estuvo casada con Hank Williams Jr. durante una década. Ella nació en Cullman, Alabama y tiene una hermana mayor llamada Hilary. Sus padres se separaron cuando ella era joven. A los 17 años comenzó a tocar una de las guitarras de su padre y pronto comenzó a escribir canciones.
Williams asistió a la escuela primaria St. Paul Christian Academy en Nashville, Tennessee. Se graduó de la Academia Brentwood y decidió dedicarse a escribir canciones y continuar tocando la guitarra y el piano. Compró su marca de dominio público, grabó un EP, inició un sitio web y se presentó en varios clubes de Nashville.

## Carrera
Poco después de firmar con CAA, hizo muchos espectáculos en los EE. UU. y, en general, realizaba giras sola con una guitarra y un teclado conduciendo el automóvil Suburban de su madre por todo el país. Fue al Reino Unido para hacer de telonera para el compositor Ron Sexsmith con una mochila llena de EP y una guitarra. Después del lanzamiento de su primer EP en 2003, firmó con Universal South Records y estuvo de gira con Billy Bob Thornton, Jewel, Train, Keith Urban y Kasey Chambers. 

### The Ones We Never Knew

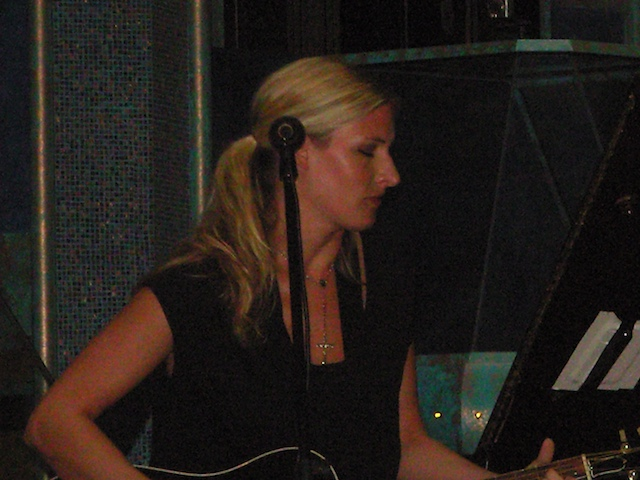
Williams actuando en 2008

Universal South lanzó su álbum de debut, The Ones We Never Knew, en 2004. Este álbum le valió a Williams muchos elogios de la crítica  y encabezó espectáculos en Alemania, Suiza, Suecia, Noruega, Italia, España, Australia, Gales, Irlanda y Estados Unidos.
En marzo de 2006, Williams resultó herida en un accidente automovilístico con su hermana Hilary Williams y canceló una gira. Su hermana resultó gravemente herida y soportó 23 cirugías. El brazo y la muñeca derechos de Holly Williams también estaban rotos y no estaba segura de cuándo volvería a tocar. Entonces escribió "Sin Jesús aquí conmigo" sobre su experiencia durante el tiempo del accidente automovilístico, que fue lanzada en su siguiente disco. Hilary Williams escribió un libro llamado Sign of Life sobre su experiencia. Holly Williams hizo pequeñas apariciones musicales en este momento, en una de ellas se unió a John C. Reilly en Nashville, Tennessee para cantar "Let's Duet" durante el lanzamiento de Walk Hard: The Dewey Cox Story el 9 de diciembre de 2007.

### Here with Me
Después de un largo descanso, Williams comenzó a escribir canciones nuevamente. Firmó con Luke Lewis para Mercury Records. El segundo álbum de estudio de Williams, Here with Me, fue lanzado en junio de 2009. Para promocionar el álbum, Williams apareció en The Tonight Show con Conan O'Brien, The Late Late Show con Craig Ferguson, Jimmy Kimmel Live! y Chelsea Lately. La revista People nombró al álbum de Williams de 2009 como "uno de los diez mejores álbumes del año". Billboard dijo que era "uno de los mejores álbumes de cantantes y compositores de Nashville". USA Today  también elogió el disco. Holly filmó un video musical para "Alone" y "Three Days in Bed" en París, Francia.
Williams terminó una gira de seis semanas en Europa a principios de 2010 y continuó el resto del año encabezando conciertos y abriendo para otros artistas como John Hiatt. Después de que Bob Dylan la llamara, Williams agregó su propia música y letra a una letra a medio escribir de su abuelo Hank Williams para un proyecto titulado The Lost Notebooks of Hank Williams que fue lanzado en septiembre de 2011. Jack White, Norah Jones, Merle Haggard y Lucinda Williams estuvieron junto a Williams en este proyecto.
Williams también formó parte de Let Us In, un proyecto producido por Phil Madeira que incluyó artistas que cantan sus canciones favoritas de Paul McCartney en homenaje a Linda McCartney. Williams interpretó " My Love " de la era Wings. Steve Earle y Buddy Miller también están incluidos en el álbum.
Williams apareció en la banda sonora de Flicka cantando "Rodeo Road", escrita por Tom Douglas y Chuck Cannon. Tim McGraw (quien protagonizó Flicka) nombró a Williams, The Fray y Coldplay como sus artistas favoritos en O, The Oprah Magazine y dijo: "Ella tiene la capacidad de hacerte creer lo que dice, de hacerte sentir vulnerable. Es intensa y malhumorada; ella te pone en un momento y lugar donde nunca te hubieras imaginado, y entonces estás allí". Mel Gibson se reunió con Williams en Nashville y la presentó en la banda sonora de La Pasión de Cristo cantando "How Can You Refuse Him Now", escrita por su abuelo.

### The Highway
El tercer álbum de Williams, The Highway, coproducido por Williams y Charlie Peacock, fue lanzado el 5 de febrero de 2013. Ella escribió o coescribió todas las canciones del álbum, lo cual es común en sus grabaciones. Este álbum incluye a Dierks Bentley, Jakob Dylan, Gwyneth Paltrow y Jackson Browne agregando armonías de acompañamiento. The Highway fue lanzado con gran éxito de crítica. La revista American Songwriter dijo que "Williams ha grabado su álbum más logrado y maduro del mundo. Incluso Hank Sr. estaría orgulloso". El New York Times declaró que "Williams suele estar más cerca de compositores como John Prine o Bruce Springsteen que de la sonriente corriente principal de Nashville". La revista People le dio al álbum tres estrellas y media y dijo que el álbum "seguramente será uno de los mejores álbumes country del año".  Un video musical de "Drinkin '" se emitió en las redes de la CMT.